# Landwacht Zamosc
Ende 1942 gab der SS- und Polizeiführer von Lublin, Odilo Globocnik, den Auftrag, aus den im November 1942 nach Litzmannstadt umgesiedelten kroatischen Volksdeutschen, die zur weiteren Umsiedlung in die Region Zamosc im Generalgouvernement vorgesehen waren, ein aktives Bataillon der Landwacht aufzustellen und einsatzfähig auszubilden. Gleichzeitig wurden aus den bereits in der Region Zamosc ansässigen Volksdeutschen an den Hauptstützpunkten der Gendarmerie Stürme der Landwacht aufgestellt.

## Aufstellung
Ende 1942 wurden in Litzmannstadt alle wehrdiensttauglichen Kroatiendeutsche aus dem Umsiedlerlager der Volksdeutsche Mittelstelle im Alter zwischen 18 und 45 Jahren, die noch nicht in die Waffen-SS oder Wehrmacht eingezogen worden waren und die zur Umsiedlung in die Region Zamosc vorgesehen waren, in das aktive Ausbildungsbataillon der SS-Landwacht Zamosc rekrutiert. Die aus Bosnien und Slawonien stammenden volksdeutschen Umsiedler und ihre Familien waren aufgrund der zunehmenden Überfälle von jugoslawischen Partisanen auf die abgelegenen deutschen Streusiedlungen Ende November 1942 vom Gebiet des Unabhängigen Staat Kroatiens nach Litzmannstadt im Warthegau umgesiedelt worden. Nach den Plänen Heinrich Himmlers, hier in der Funktion des Reichskommissars für die Festigung deutschen Volkstums, sollten sie im Rahmen der Aktion Zamość – ein Pilotprojekt des Generalplans Ost – in den Distrikt Lublin umgesiedelt werden, wo sie die Häuser vertriebener Polen erhalten sollten. Das Bataillon wurde im Lager Tuschin bei Litzmannstadt in einem zweimonatigen Lehrgang ausgebildet. Die Ausbilder des Landwacht-Bataillons wurden durch das SS-Hauptamt Berlin, den SS- und Polizeiführer Lublin sowie aus den Reihen der Umsiedler selbst gestellt.
Diese aus volksdeutschen Siedlern bestehende Einheit wurde auf Befehl Himmlers als „Landwacht“ und kurz darauf als „SS-Landwacht Zamosc“ bezeichnet. Die Uniformen der SS-Landwacht Zamosc waren wie bei der SS-Landwacht Niederlande schwarz, weshalb die SS-Landwacht Zamosc bei der polnischen Bevölkerung oft einfach auch nur „die Schwarzen“ genannt wurde.
Die SS-Landwacht Zamosc und die durch den SS- und Polizeiführer Nordwest, SS-Obergruppenführer Hanns Albin Rauter, aufgestellte SS-Landwacht Niederlande waren die einzigen Landwachtseinheiten der SS.

## Mannschaftsbestand und Zusammensetzung

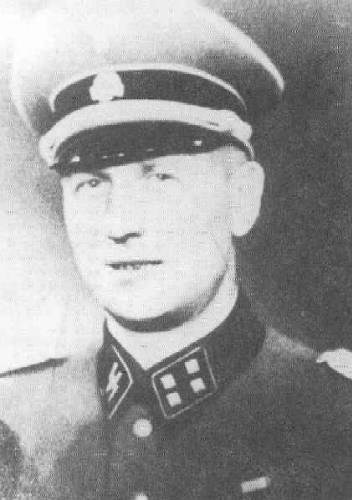
SS-Stubaf Thor Jørgensen, Kommandeur des 1.SS-Landwacht-Bataillon Zamosc

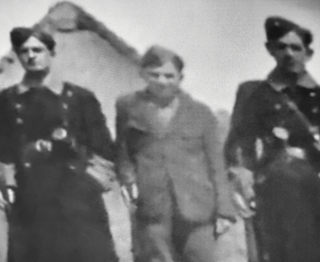
Zwei Soldaten der SS-Landwacht Zamosc, Generalgouvernement, 1943

Das im Lager Tuschin ausgebildete 1. SS-Landwacht-Bataillon Zamosc war bis August 1943 im Generalgouvernement im Einsatz. Das Bataillon hatte einen Mannschaftsbestand von rund 500 Männern und bestand ausschließlich aus Kroatiendeutschen, während sich das Offizierskorps mehrheitlich aus Reichsdeutschen zusammensetzte. Dazu kamen noch zusätzlich 330 Männer der allgemeinen SS-Landwacht Zamosc, die sich aus volksdeutschen Siedlern aus Bessarabien, Russland und der Bukowina zusammensetze. Diese Einheit wurden bereits im November 1942 direkt im Siedlungsgebiet Zamosc aufgestellt und war der Gendarmerie unterstellt.

## Kommandeur

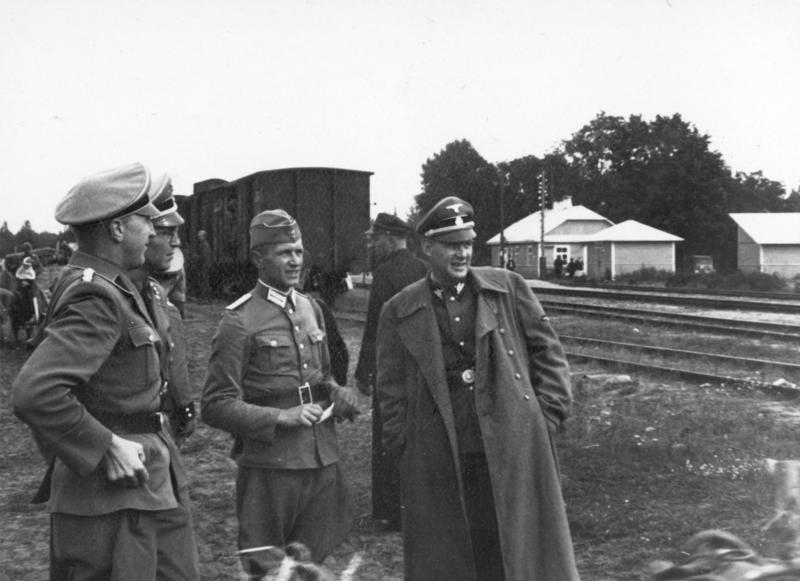
SS-Brigadeführer Globocnik (rechts) verabschiedet einen Umsiedlerzug von Wolhynien-Deutschen

Kommandeur des in Labunie stationierten 1. SS-Landwacht-Bataillons Zamosc war von 1942 bis August 1943 der dänische SS-Sturmbannführer Thor Jørgensen, ein ehemaliger Hauptmann der dänischen Streitkräfte und Mitglied des Freikorps Dänemark. Er wurde an der SS-Junkerschule Tölz ausgebildet und stand bis zu seiner Versetzung ins Generalgouvernement an der Ostfront im Dienst der SS-Division Wiking. 1944 schied Jørgensen aus eigenem Wunsch aus der Waffen-SS aus und kehrte nach Dänemark zurück, wo er nach dem Krieg von einem dänischen Gericht für seine Mitgliedschaft in der Waffen-SS zu einer mehrjährigen Haftstrafe verurteilt wurde.
Seine Beteiligung als führender SS-Kommandeur an den als Kriegsverbrechen beurteilten ethnischen Säuberungen und zahlreichen Massakern an polnischen Zivilisten im Gebiet Zamosc zwischen 1942 und 1943 wurde hingegen nie gerichtlich verfolgt. Als er während der Verhandlung nach seiner Rolle während des Krieges befragt wurde, erwähnte Thor Jørgensen lediglich, 1943 im besetzten Generalgouvernement ein Bataillon von Volksdeutschen aus Kroatien im „Bandenkampf“ angeführt zu haben. Er verstarb 1992 in Dänemark.

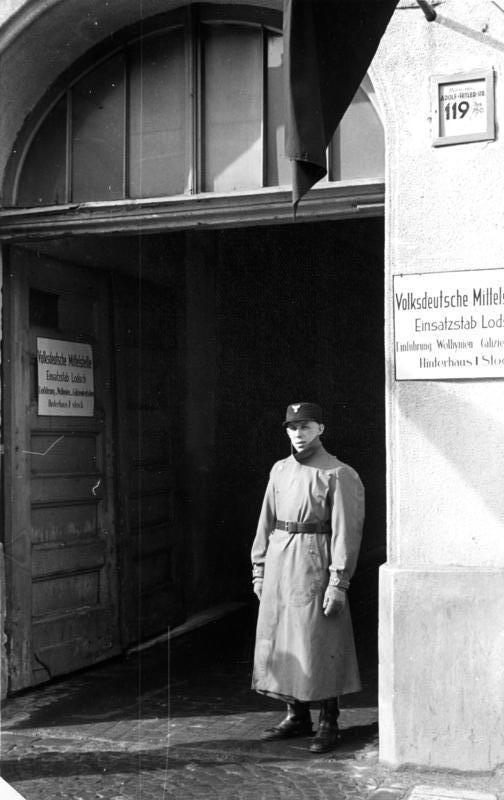
Volksdeutsche Mittelstelle in Litzmannstadt (Lodz), 1940

## Teilnahme an der Aktion Zamosc

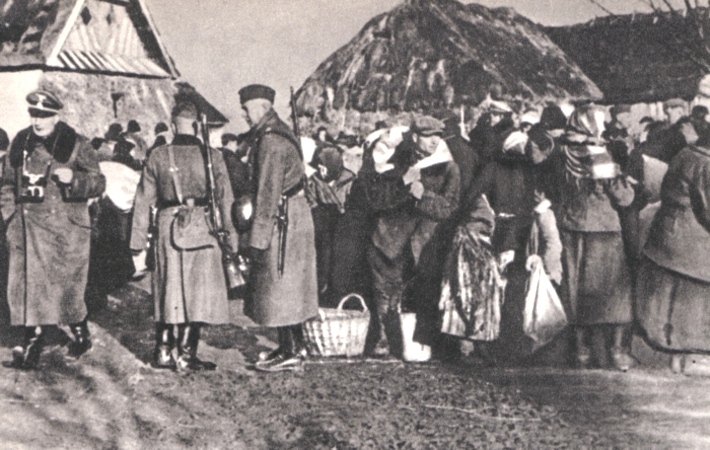
Vertreibung von Polen im Rahmen der Aktion Zamosc, Dezember 1942

Nach Beendigung der zweimonatigen Ausbildung im Lager Tuschin der Volksdeutschen Mittelstelle bei Litzmannstadt wurde das 1. SS-Landwacht-Bataillon Zamosc im Februar 1943 an seinen neuen Standort Labunie im Kreis Zamosc verlegt und zusammen mit der in der bereits in der Region Zamosc im Einsatz tätigen allgemeinen SS-Landwacht Zamosc bei der gewaltsamen Vertreibung der polnischen Bevölkerung aus dem Gebiet eingesetzt. Bei der vom November 1942 bis August 1943 dauernden Aktion wurden tausende polnische Zivilisten getötet, vertrieben oder deportiert. Nach einer Aussage des SS-Gruppenführers Globicniks wären ohne diese Kräfte der SS-Landwacht die Ansiedlungen von deutschstämmigen Siedlern niemals möglich gewesen. So hatte der HSSPF von Lublin, Odilo Globocnik, der aus volksdeutschen Siedlern aus Ost- und Südosteuropa bestehenden SS-Landwacht bei der Aktion Zamosc von Anfang an eine zentrale Rolle bei den ethnischen Säuberungen von polnischen Dörfer zugedacht.

## Teilnahme an der Aktion Werwolf I/II
Am 23. Juni 1943 startete im Raum Lublin die „Aktion Werwolf I“, bei der auch das 1. SS-Landwacht-Bataillon Zamosc eingesetzt wurde. Nachdem Himmler das Generalgouvernement aufgrund der zahlreichen Partisanenüberfälle zum „Bandenbekämpfungsgebiet“ erklärt hatte, wurde die Leitung der Antipartisanenaktion dem SSPF von Lublin, Odilo Globocnik, übertragen. Neben der SS-Polizei und deren Hilfspolizisten wurden zusätzlich rund 10.000 Wehrmachtssoldaten im Raum Lublin zusammengezogen. Die deutschen Truppen gingen während dieser Aktion mit äußerster Brutalität gegen die polnische Zivilbevölkerung vor. Es wurden zahlreiche Häuser angezündet, Dörfer entvölkert und Tausende von Polen ermordet. Nachdem ein Großteil der deutschen Truppen zur Niederschlagung des Aufstands im Ghetto Bialystok abgezogen wurde, musste Globocnik die „Aktion Werwolf II“ am 15. August 1943 aufgrund des Mangels an Polizeikräften abbrechen lassen und die weitere Umsiedlung von volksdeutschen Siedlern in das Gebiet Zamosc endgültig stoppen.

## Ende des 1. SS-Landwacht-Bataillon Zamosc
Nach dem Abbruch der geplanten „Germanisierungaktion“ des Gebiets wurde im August 1943 das 1. SS-Landwacht-Bataillon Zamosc auf Befehl von Odilo Globocnik aufgelöst und ihr Kommandeur, SS-Sturmbannführer Thor Jørgensen, nach Lublin beordert. Die Männer des Bataillons wurden in die allgemeine SS-Landwacht Zamosc überführt und den verschiedenen Gendarmerie-Hauptstützpunkten unterstellt.

## SS-Landwacht Zamosc als Bataillon des Selbstschutz-Regiments Zamosc
Aufgrund der näherrückenden Front nahmen ab 1944 die Partisanenaktionen gegen die deutschen Besatzer und Siedler in der Region Zamosc an Intensität zu. Globocniks Nachfolger Jakob Sporrenberg befahl deshalb im Mai 1944 die Bildung des Selbstschutz-Regiment Zamosc. Das neu aufgestellte Regiment setzte sich aus drei Bataillonen und acht Kompanien zusammen. Ein Bataillon bildete die SS-Landwacht Zamosc, ein weiteres das II. Bataillon des SS-Polizei-Regiments 25 und ein drittes die Gendarmerie-Hauptmannschaft Zamosc. Kommandeur des Regiments war Major Johannes Korda. Alle volksdeutschen Männer des Kreises Zamosc zwischen 16 und 60 Jahre wurden im Mai 1944 zum Dienst im neuen Regiment verpflichtet. Die rund 2000 Soldaten des Selbstschutz-Regiments Zamosc nahmen unter der Führung von SS-Gruppenführer Jakob Sporrenberg an der Operation Maigewitter teil. Ziel dieser Operation, die am 4. Mai 1944 begann und am 14. Mai 1944 endete, war die Vernichtung aller in der Region Lublin operierenden Partisaneneinheiten. Es herrschte jedoch von Anfang an ein großer Mangel an Ausrüstung und oft standen pro Mann nur noch maximal 20 bis 25 Schuss Munition zur Verfügung; einige Einheitsführer beklagten sich bei ihren Vorgesetzten sogar, dass nicht einmal mehr genügend Uniformen und Stiefel für neu rekrutierte Männer vorhanden seien.
Seinen letzten Einsatz fand das Selbstschutz-Regiment Zamosc in der groß angelegten Offensive gegen polnische und sowjetische Partisaneneinheiten im Rahmen der Operation Sturmwind I/II, die vom 10. Juni 1944 bis zum 28. Juni 1944 dauerte. Als schließlich im Juli 1944 die Rote Armee und polnische Partisanenverbände das Gebiet eroberten, wurde das Selbstschutz-Regiment Zamosc und damit auch die SS-Landwacht Zamosc aufgelöst.

## Kriegsverbrechen
Gemäß den Historikern C. Christensen, N. Poulsen und P. Scharff Smith (Waffen SS - Europas Nazistiske Soldaten, 2016) muss davon ausgegangen werden, dass SS-Sturmbannführer Thor Jørgensen und seine Männer an den als Kriegsverbrechen eingestuften Deportationen und zahlreichen Massakern an der polnischen Zivilbevölkerung im Rahmen der Aktion Zamosc und Aktion Werwolf I/II beteiligt waren.
So wurden zwischen Dezember 1942 bis August 1943 im Rahmen der Aktion Zamosc insgesamt über 110.000 Polen aus 300 Dörfern im Gebiet Zamosc vertrieben, um im Rahmen einer „Umvolkung“ den volksdeutschen Neusiedlern aus Ost- und Südosteuropa Platz zu machen. Nach den Vorgaben der „Deutschen Volksliste“ war ein Teil der Vertriebenen zur „Wiedereindeutschung“ vorgesehen, die als „rassisch minderwertig“ geltenden Polen wurden entweder zur Zwangsarbeit ins Reich oder in die Vernichtungslager Auschwitz oder Majdanek überführt. Rund 7000 Polen, die sich der Zwangsumsiedlung widersetzten, wurden an Ort und Stelle erschossen, Tausende von zwangsausgesiedelten Kindern und alten Menschen erfroren oder verhungerten.
Und auch im Rahmen der militärischen Antipartisanenaktionen Aktion Werwolf I/II vom 23. Juni 1943 bis 15. August 1943 gingen die deutschen Besatzer mit äußerster Brutalität gegen die Zivilbevölkerung vor. Es wurden zahlreiche Kriegsverbrechen begangen, wie die willkürliche Erschießung von polnischen Zivilisten, die Vertreibung und Deportation von zehntausenden polnischen Familien aus ihren Dörfern und die Zerstörung ihrer Häuser. Ziel der deutschen Truppen war, den bewaffneten Widerstand der polnischen Partisanen endgültig zu brechen. Nach dem Krieg kam es zu keiner juristischen Aufarbeitung der Verbrechen im Rahmen der Aktion Zamosc und Werwolf I/II.